# Hřebíčkovec kořenný

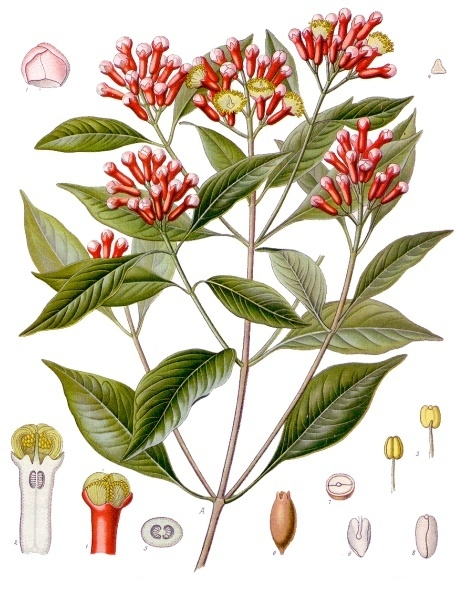
Větev se zrajícími poupaty

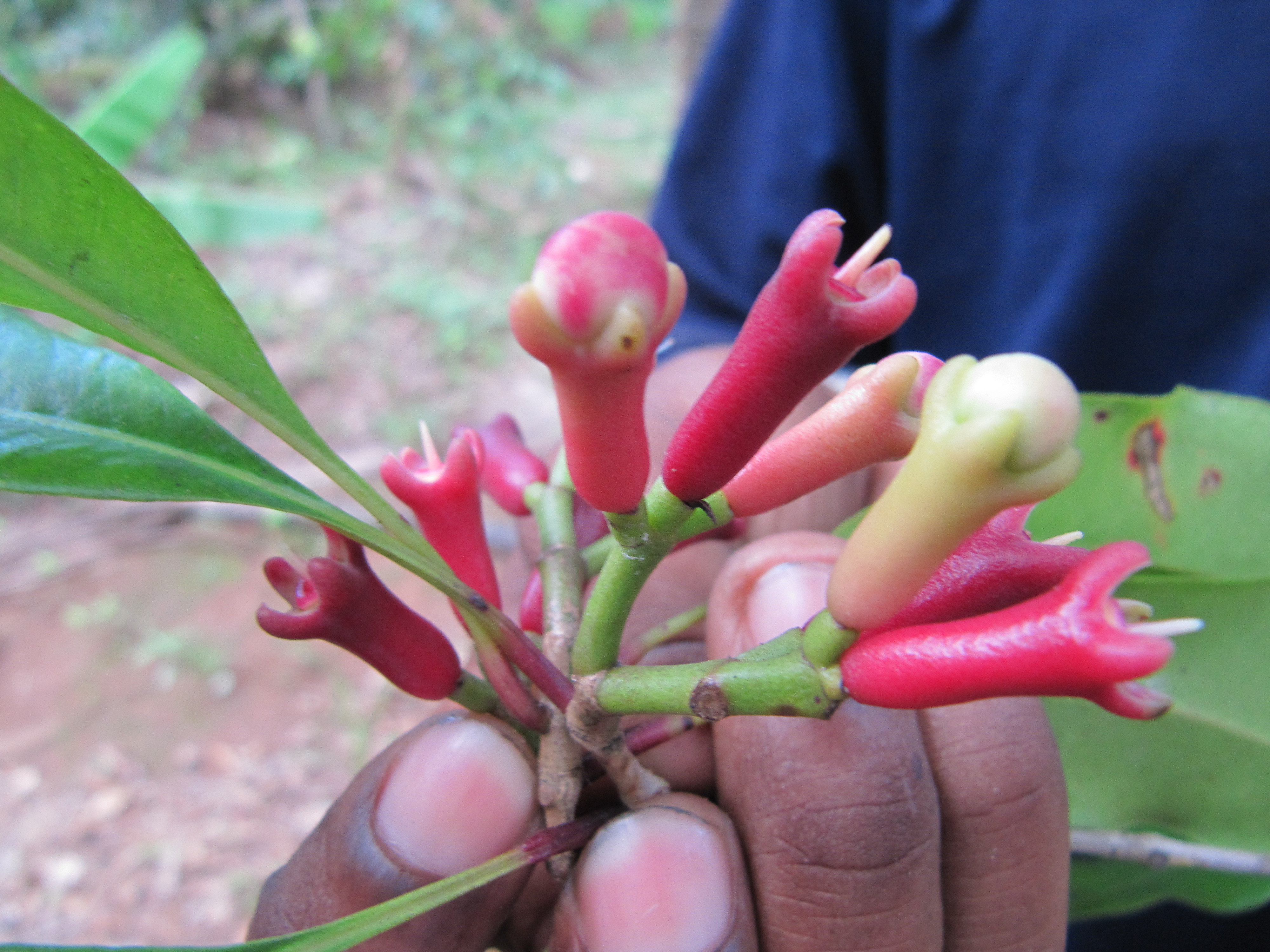
Prostřední poupě je ideální, má kuličku z korunních lístků; ostatní poupata přezrálá nebo nedozrálá

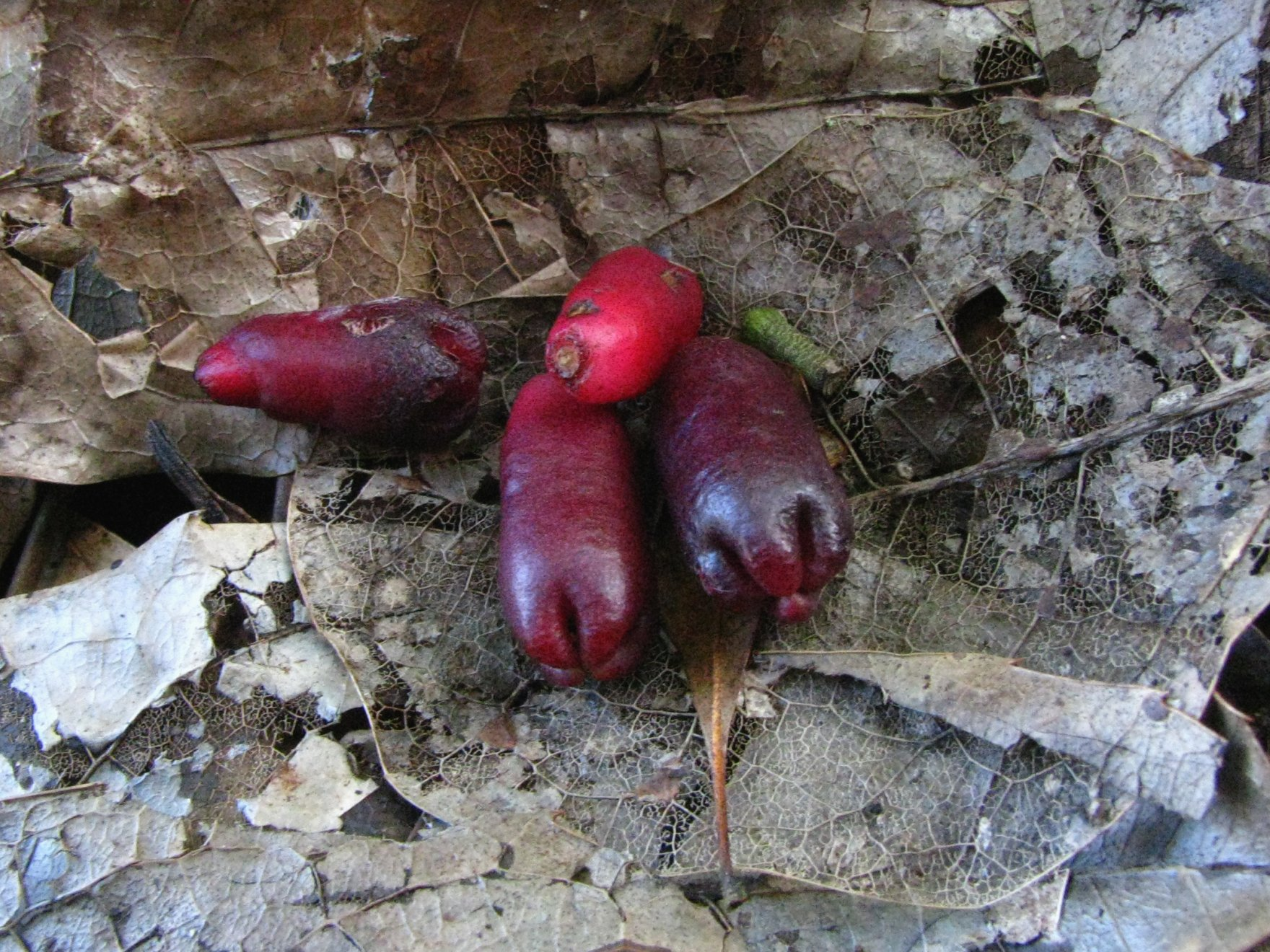
Zralé opadané plody

Hřebíčkovec kořenný (Syzygium aromaticum) je stálezelený tropický strom ceněný pro nerozvitá květní poupata, která jsou užívána jako koření jménem hřebíček. Tato dřevina náleží do velmi rozsáhlého rodu hřebíčkovec s více než 1000 druhy a jeho pravlastí jsou nevelké ostrovy v severní části Indonésie, pravděpodobně ostrov Ambon v souostroví Moluky.

## Historie
Epocha pěstování tohoto stromu začíná hluboko ve starověku. Důvodem byla produkce velmi ceněného koření, které bylo dováženo staroorientálními kulturami na Blízký východ a v období rané antiky do Evropy. Hřebíček již tehdy býval součástí kořenících směsí užívaných k ochucování masitých i sladkých jídel, včetně rýže, mimo jeho vůně byly využívány i anestetické a antiseptické vlastnosti. Touha po nalezení přístupové cesty k jeho zdroji byla považována za záruku zbohatnutí, a proto bývala jednou z hnacích sil k objevným plavbách středověkých mořeplavců okolo Afriky.
Pro získání podílu na obchodu s kořením dováženým z jihovýchodní Asie, který tehdy ovládali Portugalci, založili nizozemští obchodníci Nizozemskou východoindickou společnost, která začala hrubou silou Portugalce vytlačovat. V roce 1605 získali Nizozemci nadvládu nad Molukami a později nad celou Indonésií, části Malajsie a Cejlonem, ovládli tak obchod nejen s kořením (hřebíček, skořice, pepř), ale i s drahými kameny a perlami. Pro udržení monopolu byl pod trestem smrti po dlouhá léta zakázán vývoz semen i sazenic. Teprve v roce 1770 byly první hřebíčkovce kořenné úspěšně vysazeny na francouzském území v tropické Africe, na ostrovech Mauricius a Réunion, odkud již dalšímu šíření nestálo téměř nic v cestě.

## Rozšíření
Postupně byl hřebíčkovec kořenný rozšiřován do mnoha tropických oblastí s podobným klimatem jako na Molukách, ale všude se jej nepodařilo spolehlivě aklimatizovat. V současnosti je s úspěchem pěstován v jihovýchodní Asii na Srí Lance, v Indonésii, Malajsii, Myanmaru, Nepálu, Thajsku a na nevelkých souostrovích Andamany a Nikobary. V tropické Africe se mu daří v Mosambiku a Somálsku, stejně jako na ostrovech Komory, Mauricius, Réunion, São Tomé a Zanzibar. Ve Střední Americe zdomácněl hlavně v Hondurasu, v Jižní Americe v Brazílii a v Karibiku na ostrovech Hispaniola, Guadeloupe, Kuba, Kajmanské ostrovy, Martinik, Svatý Vincent i Trinidad a Tobago. Byl vysázen i na některé tichomořské ostrovy, např. Fidži, Palau a na mikronéské Pohnpei a Yap.
Přestože je tento druh komerčně pěstován v mnoha částech tropů, je za koření nejvyšší jakosti stále považován hřebíček vypěstovaný ve své původní vlasti, na moluckém ostrově Ambon.

## Ekologie
Strom se vyskytuje v deštných lesích na hlubokých, vlhkých, ale dobře odvodněných, na humus bohatých půdách na plném slunci nebo v mírném polostínu. Snáší krátkodobé období sucha, za příhodných podmínek rozkvete dvakrát za rok.
Roste obvykle v nadmořské výšce do 200 m, kde bývá průměrná roční teplota okolo 25 °C a bohaté srážky, 1500 až 2500 mm. Pro množství a kvalitu květů je podstatná nekolísající teplota, proto bývá úspěšně pěstován na ostrovech, kde okolní oceán masou vody stabilizuje případné teplotní i srážkové výkyvy.

## Popis
Stálezelený strom bývá ve volné přírodě vysoký 10 až 20 m, při pěstování na plantážích je pro usnadnění sklizně jeho výška udržována do 5 m. Má poměrně krátký kmen s hladkou, šedou kůrou. Jeho hustá, symetrická koruna je kuželovitého tvaru. Listy s prosvítajícími siličnými nádržkami vyrůstají vstřícně, jsou řapíkaté a jejich kožovité, obvejčité až eliptické čepele jsou dlouhé 6 až 12 cm a široké 3 až 6 cm, u báze jsou klínovité, na vrcholu zašpičatělé a po obvodě celokrajné. Jsou na líci zbarvené tmavozeleně, na rubu jsou světlejší a mají aromatické žlázky.
Květní poupě je zpočátku světle zelené a později, jak zraje, jasně zčervená. Vonné květy jsou sestaveny v hustých vrcholičnatých květenstvích obsahující nejčastěji od tří do třiceti květů. Rozvité mají v průměru asi 5 cm, jsou oboupohlavné a čtyřčetné. Kališní lístky jsou zelené, masité, trojúhelníkovité a jsou srostlé do 1,5 cm dlouhé trubky která splývá s češulí. Korunní lístky jsou červené a jsou dlouho stočené do kuličky kryjící pohlavní orgány květu, větší počet žlutých tyčinek s prašníky a jednu čnělku s bliznou, asi 2 cm dlouhý semeník je skryt v polodužnaté češuli. V tomto stavu se poupata trhají a suší na koření. Postupně se korunní lístky z kuličky rozvinou a blizna i prašníky se mohou zúčastnit opylování, které obvykle probíhá anemogamicky.
Dlouhý, červený semeník opyleného květu se pomalu zvětšuje a tmavne, až se z něj vyvine tmavě fialový plod. Je to podlouhlá, eliptická bobule velká 3 × 1,5 cm, která zpravidla obsahuje pouze jediné semeno, jen zřídka bývají dvě.
Hřebíčkovec kořenný se přirozeně rozšiřuje odnožemi nebo semeny, která roznášejí ptáci i nelétaví živočichové konzumující plody. Uměle se rozmnožují rouby nebo vysetím semen, jejich životaschopnost rychle klesá, a proto se musí vysít brzy po dozrání plodů. Semena vzklíčí asi za měsíc a semenáče se na trvalé stanoviště vysazují po dosažení výšky 25 cm. Mladý strom začíná kvést ve věku 5 až 7 let.

## Sklizeň
Koření hřebíček jsou ne zcela rozvitá poupata aromatických květů. Čas ruční sklizně nastává, když poupata začnou červenat a korunní lístky se přitom ještě nerozvinuly. Na stromech se vybírají ta správně zralá a po utržení se asi týden suší rozložená na slunci. Průměrná sklizeň z jednoho stromu bývá ročně okolo 4 kg hřebíčku, za ideálních podmínek může ojediněle dosáhnout 8 až 10 kg.

## Význam
Hlavní význam hřebíčkovce kořenného spočívá v produkci celosvětově poptávaného koření, jeho využití a vlastnosti jsou popsány na stránce hřebíček. Strom dále obsahuje v listech a kůře velké množství obdobných esenciálních olejů, z nichž nejvýznamnější jsou eugenol a karvakrol. Tyto látky se používají jak v kosmetice, tak hlavně v lékařství, kde se využívá jejich silných antimikrobiálních, antifungiálních, antivirových a protizánětlivých účinků.